# Arisaema speciosum
Arisaema speciosum là một loài thực vật có hoa trong họ Ráy (Araceae). Loài này được (Wall.) Mart. mô tả khoa học đầu tiên năm 1832.